# Illhof
Illhof ist ein Gemeindeteil des Marktes Eckental im Landkreis Erlangen-Höchstadt (Mittelfranken, Bayern). Illhof liegt in der Gemarkung Benzendorf.

## Geografie
Das Dorf befindet sich etwa fünf Kilometer ostnordöstlich des Ortszentrums von Eckental und liegt auf einer Höhe von 403 m ü. NHN. Die Anbindung an das öffentliche Straßennetz wird durch eine Gemeindeverbindungsstraße hergestellt, die aus dem Nordnordwesten von Benzendorf her kommend durch den Ort hindurchführt und südsüdostwärts in Richtung Kirchröttenbach weiterverläuft.

## Geschichte
Illhof wurde, wie die meisten Dörfer in der Umgebung, zwischen 1050 und 1150 gegründet. Um 1500 war der Ort als Teil der Oberpfalz katholisch geprägt, er gehörte zum Herrschaftsbezirk Rothenberg.
Durch die Verwaltungsreformen zu Beginn des 19. Jahrhunderts im Königreich Bayern wurde Illhof mit dem zweiten Gemeindeedikt ein Bestandteil der Ruralgemeinde Benzendorf. Im Zuge der Gebietsreform in Bayern wurde Illhof mit der gesamten Gemeinde Benzendorf 1972 ein Bestandteil der neu gebildeten Gemeinde Eckental. Im Jahr 2019 zählte Illhof 72 Einwohner.

## Baudenkmäler
Gegenüber dem Haus mit der Nummer 1 befindet sich ein aus dem späteren 19. Jahrhundert stammendes Kruzifix, das als Baudenkmal ausgewiesen ist.